# Académie des sciences australienne

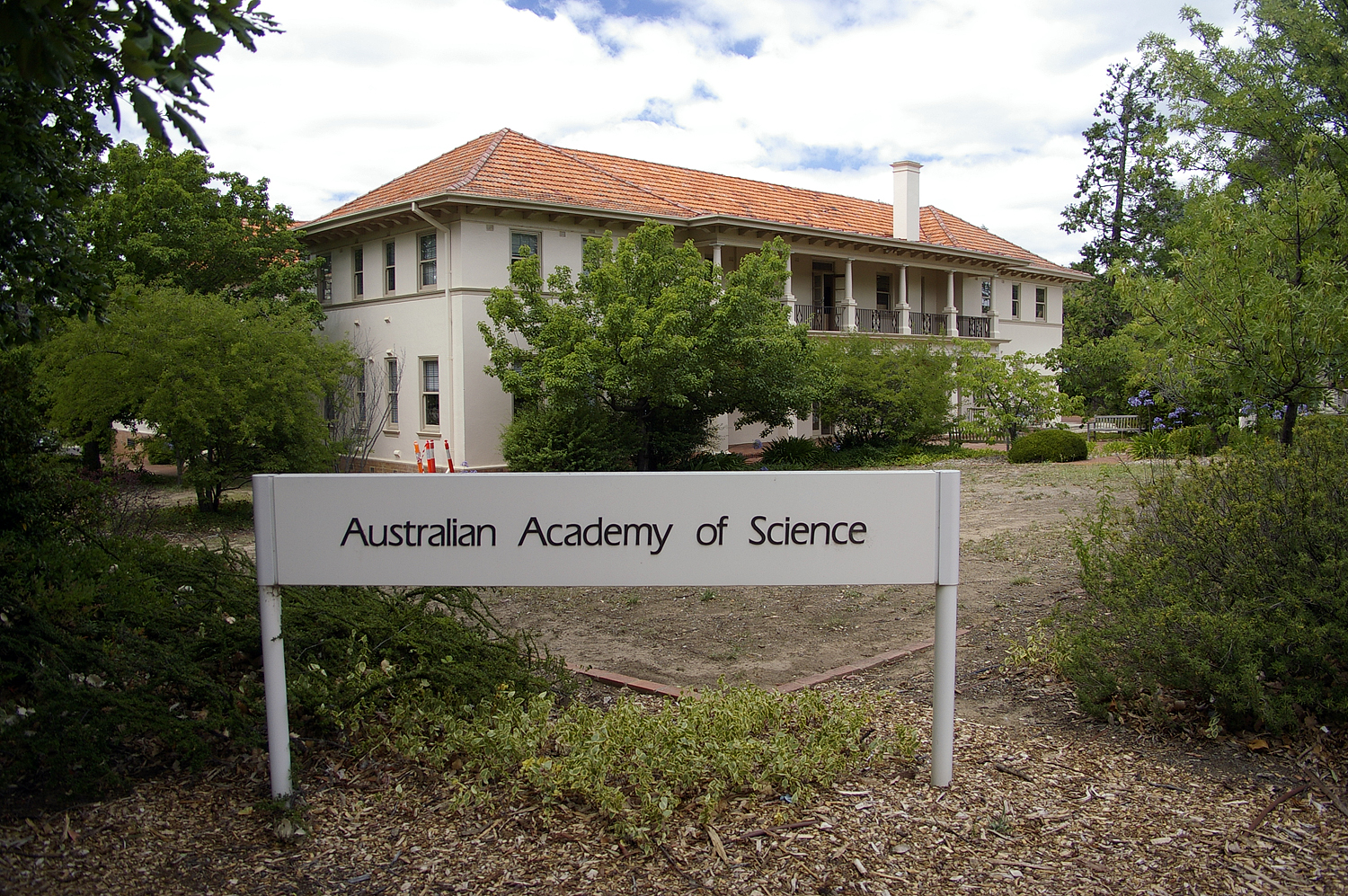
Ian Potter House

L’Académie des sciences australienne a été créée en 1954 par un groupe d'Australiens éminents, dont des membres australiens de la Royal Society de Londres. Le premier président en a été Sir Mark Oliphant. L'Académie est modelée sur la Royal Society et fonctionne en vertu d'une charte royale et, comme telle, est un organisme indépendant, mais a l'appui du gouvernement. Le secrétariat de l'Académie est au Shine Dome, à Canberra.
L'objectif de l'Académie est de promouvoir les sciences. Elle le fait à travers toute une gamme d'activités, comme la remise de prix en signe de reconnaissance de contribution exceptionnelle à la science, l'éducation et la sensibilisation du public à travers différents médias et l'organisation d'échanges scientifiques internationaux.

## Membres lors de la création
Quand l'Académie a été créée en 1954 elle comptait 24 membres, connus sous le nom de Foundation Fellows.
| Nom                          | Spécialité                                |
| ---------------------------- | ----------------------------------------- |
| Keith Bullen                 | Mathématiques et géophysique              |
| Frank Macfarlane Burnet      | Virologie et immunologie ; prix Nobel     |
| David Guthrie Catcheside     | Génétique                                 |
| Thomas MacFarland Cherry     | Mathématiques                             |
| Ian Clunies Ross             | Parasitologie et sciences administratives |
| Edmund Alfred Cornish        | Statistiques                              |
| John Carew Eccles            | Neurosciences ; prix Nobel                |
| Edwin Sherbon Hills          | Géologie                                  |
| Leonard George Holden Huxley | Physique                                  |
| Raymond James Wood Le Fèvre  | Chimie                                    |
| Max Rudolf Lemberg           | Biochimie                                 |
| Hedley Ralph Marston         | Biochimie                                 |
| Leslie Harold Martin         | Physique                                  |
| David Forbes Martyn          | Physique                                  |
| Douglas Mawson               | Géologie                                  |
| Alexander John Nicholson     | Entomologie                               |
| Mark Oliphant                | Physique                                  |
| Joseph Lade Pawsey           | Radiophysique et astronomie               |
| James Arthur Prescott        | Agronomie                                 |
| Albert Cherbury David Rivett | Chimie                                    |
| Thomas Gerald Room           | Mathématiques                             |
| Sydney Sunderland            | Neurosciences                             |
| Oscar Werner Tiegs           | Zoologie                                  |
| Richard van der Riet Woolley | Astronomie                                |

## Présidents
- Sir Mark Oliphant (1954–1957)
- Sir John Eccles (1957–1961)
- Sir Thomas Cherry (1961–1964)
- Sir Frank Macfarlane Burnet (1965–69)
- Dr David Forbes Martyn (1969–1970)
- Professeur Dorothy Hill (1970)
- Sir Rutherford Robertson (1970–1974)
- Sir Geoffrey Badger (1974–1978)
- Dr Lloyd Evans (1978–1982)
- Professeur Arthur Birch (1982–1986)
- Professeur David Curtis (1986–1990)
- Professeur David Craig (1990–1994)
- Sir Gustav Nossal (1994–1998)
- Professeur Brian Anderson (1998–2002)
- Dr Jim Peacock (2002–2006)
- Pr Kurt Lambeck (2006–2010)
- Pr Suzanne Cory (2010–2014)
- Pr Andrew Holmes (2014-2018)
- Pr John Shine (2018-2022)
- Pr Chennupati Jagadish (2022-)

## Récompenses
L'Académie remet chaque année les médailles suivantes :
- Médaille Pawsey (en), à un jeune physicien ;
- Gottschalk Medal, à un jeune chercheur en médecine ;
- Fenner Medal, à un jeune biologiste.

Les autres récompenses comprennent :
- Ian William Wark Medal and Lecture et le Rees Lecture, pour les sciences appliquées ;
- Médaille Thomas Ranken Lyle, pour des chercheurs en mathématiques et physique ;
- David Craig Medal, pour des chercheurs en chimie ;
- Mawson Lecture and Medal, la Jaeger Medal, la Haddon King Medal et le Dorothy Hill Award, pour les chercheurs en sciences de la terre ;
- La médaille Moran, la médaille Heyde et la médaille Hannan, pour les mathématiques.

## Galerie

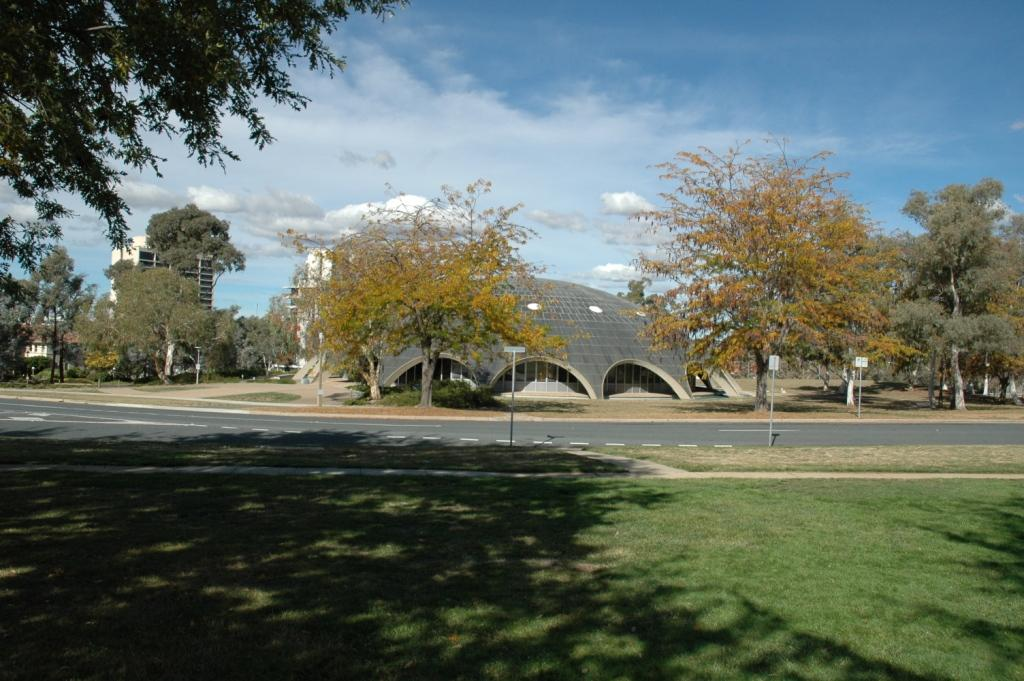
Le Shine Dome vue de la National Film and Sound Archive.
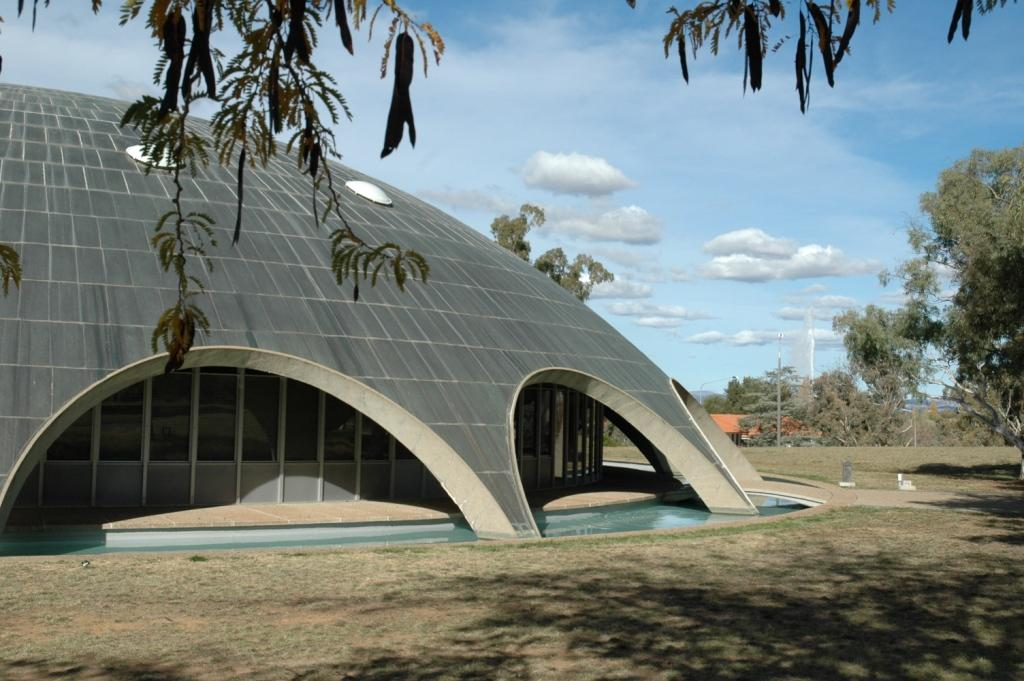
La base du dôme est entourée par un bassin circulaire.
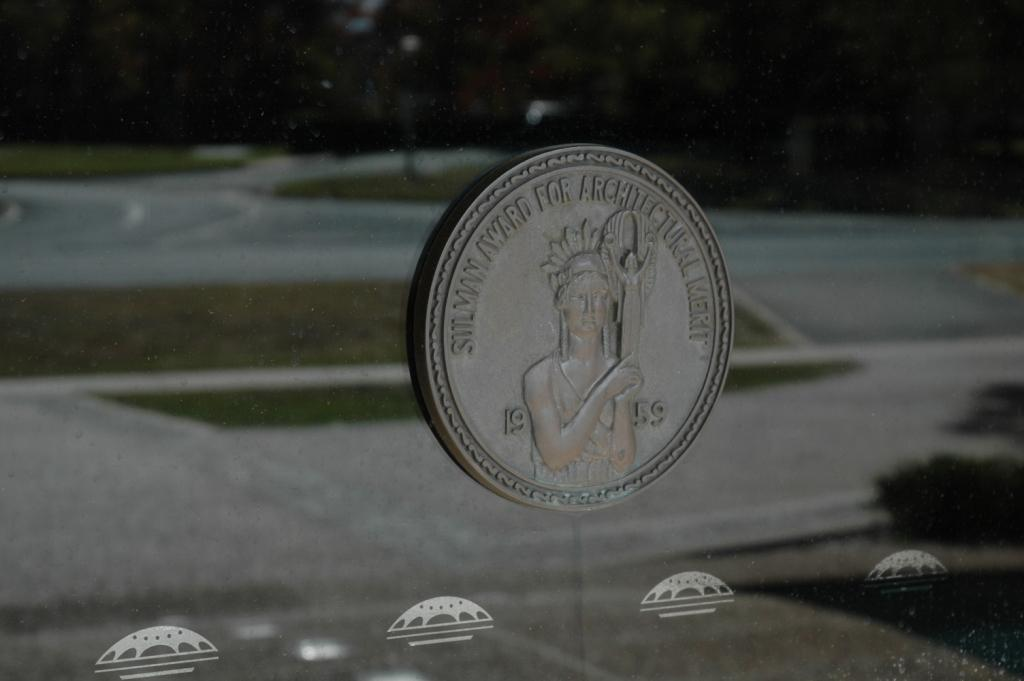
Le Shine Dome a valu la Sir John Sulman Medal (en) à son architecte en 1959.